# 平面曲線

平面曲線の例: 双曲線

初等幾何学における平面曲線（へいめんきょくせん、英: plane curve, planar curve）は、その像がひとつの平面（特にユークリッド平面、アフィン平面、射影平面など）に全く含まれるような曲線を言う。例えばユークリッド平面曲線は連続写像 {\displaystyle \alpha \colon I\to \mathbb {R} ^{2}} によって同定することができる。ここに I は実数直線 R 内の区間である。
特に、2 より大きい次元のユークリッド空間に含まれる曲線が平面的 (planar) であるとは、曲線の定義空間に全く含まれる適当な平面が存在して、その曲線の像がその平面に全く含まれるときに言う。平面的でない空間曲線は非平面曲線という。
平面曲線が単純とは、それが自己交叉を持たないこと、すなわち {\displaystyle \forall (t_{1},t_{2})\in I^{2},t_{1}\neq t_{2}\iff \alpha (t_{1})\neq \alpha (t_{2})} となるときに言う。
もっともよく調べられる平面曲線は、微分幾何学において調べられる可微分な場合（滑らかな曲線、区分的に滑らかな曲線）や代数幾何学において調べられる曲線の陰伏方程式が多項式で与えられる場合（代数曲線）である。代数曲線は18世紀以降広汎に研究されてきた。

## 表現
陽表式平面曲線を表す方法の一つは、各 x に対応する y の値を与える方程式 {\displaystyle y=f(x)} を用いるもので、そのように与えられる xy-平面上の点 (x, y) がその平面曲線上の点を表すように方程式を与えることである。この種の曲線は、実函数のグラフとして曲線のグラフを与えることでも記述できる。実際、この表現法はひとつの独立変数に関する写像 {\displaystyle \alpha (t)=(t,f(t))} としても書くことができる。しかしこの方法は幾何学的には様々な制約があり、この形で表すには複雑すぎる曲線というものが極めて頻繁にあらわれるから、そのような場合にこの形で幾何学的性質を調べることは向かない。
陰伏式平面曲線はまた二変数の函数を用いて {\displaystyle F(x,y)=0} の形に表すこともできる。このような表現は、ある種の観点からは陽な表現よりも適していることもあるが、二つの変数の間の関係性が分かりにくくなる（関係を陽に表すことができても複雑すぎたり、そもそも不可能である場合もある）という問題に遭遇することにもなる。
媒介変数表示もっとも紛れがないという意味では、媒介変数 t ∈ I を用いる {\displaystyle \alpha \colon {\begin{cases}x=\phi (t)\\y=\psi (t)\end{cases}},\qquad (\alpha (t):=(\phi (t),\psi (t)))} のような表示をかんがえるのがよい。

## 可微分平面曲線
滑らかな平面曲線、すなわち望ましい正則性条件を満足する一次元のひものような対象としての曲線（「局所的に直線に見える」平面曲線）を表し研究するためには、連続性条件は十分ではない。追加の条件として平面曲線は I 上微分可能とする。媒介表示された平面曲線 {\textstyle \alpha (t)=(\phi (t),\psi (t))} が微分可能であるとは、二つの函数 φ, ψ がともに任意の t において微分可能であることを言う。滑らかな平面曲線は平面に含まれる一次元の滑らかな多様体であり、この意味で各点の近傍において滑らかな函数によって直線に写される。

### 正則性と特異点
媒介表示された平面曲線が点 t0 において正則もしくは正常 (regular) である、または点 t0 がこの曲線上の正則点であるとは、α′(t0) ≔ (φ′(t0), ψ′(t0)) ≠ (0,0) なることを言い、区間 I 上で正常とは I 上の任意の t において α′(t) ≠ (0,0) となることを言う。
α′(t0) = (0,0) を満たす点 t0 はこの曲線の特異点と呼ぶ。
曲線の正則性は、その曲線の接線の定義を可能にする。可微分曲線 α(t) の正則点 P0 ≔ α(t0) における接線は、点 P0 を通り、ベクトル  {\displaystyle \alpha '(t_{0})=(\phi '(t_{0}),\psi '(t_{0}))} に平行な直線を言う。すなわち、点 t0 の周りで接線上の点 (X, Y) は方程式 {\displaystyle \psi '(t_{0})\cdot (X-\phi (t_{0}))-\phi '(t_{0})\cdot (Y-\psi (t_{0}))=0} を満足し、また媒介変数 t を用いれば (X, Y) ≔ (Xt, Yt) は {\displaystyle {\begin{cases}X_{t}=\phi '(t_{0})(t-t_{0})+\phi (t_{0})\\[3pt]Y_{t}=\psi '(t_{0})(t-t_{0})+\psi (t_{0})\end{cases}}} としても表される。曲線が方程式 y = f(x) によって陽に与えられているならば、その点 (x0, y0) における接線は {\displaystyle f'(x_{0})\cdot (x-x_{0})-(y-y_{0})=0} なる関係によって与えられる。また、曲線が陰伏方程式 F(x, y) = 0 によって与えられているならば接線は {\displaystyle F_{x_{0}}\cdot (x-x_{0})+F_{y_{0}}\cdot (y-y_{0})=0} なる関係を満たす。ただし、Fx0, Fy0 はそれぞれ F の x, y による偏微分をそれぞれ x0, y0 において評価した値である。
曲線の正則性は、その曲線の点 t0 における法線も定義可能にし、法線の方程式が {\displaystyle \phi '(t_{0})\cdot (\phi (t_{0})-\phi (t))+\psi '(t_{0})\cdot (\psi (t_{0})-\psi (t))=0} で与えられる。接線の場合と同様に
- 陽表示: {\textstyle f'(x_{0})\cdot (y-y_{0})+(x-x_{0})=0};
- 陰表示: {\textstyle F_{y_{0}}\cdot (x-x_{0})+F_{x_{0}}\cdot (y-y_{0})=0}

の陽にも書ける。
微分の定義により、{\displaystyle {\frac {\psi '(t)}{\phi '(t)}}=\tan \theta } は幾何学的には曲線の接線の傾きを表しており、右辺において正弦が引数にとる角 θ は接線が x-軸の正の半直線となす角である。この関係式を {\displaystyle {\begin{cases}\cos \theta =\pm {\frac {\phi '(t)}{\sqrt {\phi '(t)^{2}+\psi '(t)^{2}}}}\\[3pt]\sin \theta =\pm {\frac {\psi '(t)}{\sqrt {\phi '(t)^{2}+\psi '(t)^{2}}}}\end{cases}}} と展開すれば、これにより曲線の接線の方向余弦と呼ばれる量 cos(θ) が得られる。

### 曲線の長さ
I 上の可微分曲線 α(t) = (φ(t), ψ(t)) と区間 [a, b] ⊂ I に対し、曲線の α(a) から α(b) までの弧長とは {\displaystyle L(\alpha ):=\int _{a}^{b}\|\alpha '(t)\|{\mathit {dt}}=\int _{a}^{b}{\sqrt {\phi '(t)^{2}+\psi '(t)^{2}}}\;{\mathit {dt}}} で与えられる
弧長は媒介変数の取り換えに関して不変である。すなわち、β(s) ≔ α(t(s)) (t: J → I; s ↦ t ≔ t(s)) を媒介変数の取り換えとすれば、{\displaystyle L(\alpha )=\int _{a}^{b}\|\alpha '(t)\|{\mathit {dt}}=\int _{a}^{b}\|\beta '(s)\|{\mathit {ds}}=L(\beta )} が成り立つ。
曲線が y = f(x) と陽に与えられれば、x′ = 1 かつ df/dx = dy/dx となるから、弧長を {\displaystyle L=\int _{a}^{b}{\sqrt {1+{\Bigl (}{\frac {dy}{dx}}{\Big )}^{2}}}\;{\mathit {dx}}} と書くことができる。
媒介変数の取り方として数学および幾何学的研究および応用において重要と考えられるものの一つに、平面極座標が挙げられる。曲線の極座標表示が r ≔ r(θ) (c ≤ θ ≤ d) で与えられれば、直交座標系における θ に関する媒介変数表示は {\displaystyle {\begin{cases}\phi (\theta ):=r(\theta )\cos \theta \\\psi (\theta ):=r(\theta )\sin \theta \end{cases}}} で与えられ、これらの微分は {\displaystyle {\begin{cases}\phi '(\theta )=r'(\theta )\cos \theta -r(\theta )\sin \theta \\\psi '(\theta )=r'(\theta )\sin \theta +r(\theta )\cos \theta \end{cases}}} となるから、さらに弧長は {\displaystyle L=\int _{c}^{d}{\sqrt {\phi '(\theta )^{2}+\psi '(\theta )^{2}}}\;{\mathit {d\theta }}=\int _{c}^{d}{\sqrt {r(\theta )^{2}+r'(\theta )^{2}}}\;{\mathit {d\theta }}=\int _{c}^{d}{\sqrt {r(\theta )^{2}+{\Bigl (}{\frac {dy}{dx}}{\Big )}^{2}}}\;{\mathit {d\theta }}} と書ける。

### 曲線座標
曲線上の座標系または弧長変数（弧長パラメータ）s とは、特別な種類の媒介変数表示で、積分の下の限界 a を固定し上の限界 t を変数と見るとき、積分 {\textstyle s(t)=\int _{a}^{t}\|\alpha '(u)\|{\mathit {du}}} が上の限界 t のみに依存して決まるものを言う。この積分函数 s は幾何学的には、固定された点 a から測った（必要ならば符号付きで考えた）弧長である。これにより常に曲線上にはこの曲線座標系に基づく座標を入れることが可能となる（弧長変数による媒介表示）。実際、{\textstyle s'(t)=\|\alpha '(t)\|>0} ゆえ s(t) は逆を持ち、それを t ≔ t(s) と書けば、弧長変数への媒介変数の取り換え {\textstyle \beta (s)=\alpha (t(s))} を得る。この場合、曲線上の一点における接線を決定することは、単位接ベクトルに平行となる直線をとることに等しい。すなわち {\displaystyle \|\beta '(s)\|=|{\frac {dt}{ds}}|\cdot \|\alpha '(t)\|={\frac {1}{|s'(t)|}}\|\alpha '(t)\|={\frac {\|\alpha '(t)\|}{\|\alpha '(t)\|}}=1} ゆえ、接ベクトルは単位ベクトルである。

### 曲線上の微分幾何
弧長変数で媒介表示された曲線 β(s) に対し、β′(s) はその単位接ベクトルである。さらに函数 k: I → R; s ↦ k(s) ≔ ‖ β″(s) ‖ ≥ 0 はこの曲線の曲率と呼ばれる。曲線が陽表示 y = f(x) を持てば曲率も {\displaystyle k={\frac {f''(x)}{(1+f'^{2})^{3/2}}}} と陽に計算できる。陰伏表示 F(x, y) = 0 の場合は {\displaystyle k={\frac {F_{y}^{2}\cdot F_{xx}-2F_{x}\cdot F_{y}\cdot F_{xy}+F_{x}^{2}\cdot F_{yy}}{\left(F_{x}^{2}+F_{y}^{2}\right)^{3/2}}}} となる。
空間内の（十分正則な）曲線はその任意の点において、フレネ標構と呼ばれる「接ベクトル」「法ベクトル」「陪法ベクトル」の三つ組からなる参照系を持つが、このような曲線が平面的となるための必要十分条件はその陪法ベクトルが常に零となることである。
弧長表示 β(s) = (φ(s), ψ(s) に対して単位接ベクトル {\textstyle T(s)=\beta '(s)=(\phi '(s),\psi '(s))} および単位法ベクトル {\textstyle N(s)=i\cdot T(s)=(-\psi '(s),\phi '(s))} は直ちに求められる（ただし i は虚数単位）。曲率を用いれば単位法ベクトルを {\displaystyle N(s)={\frac {T'(s)}{\|T'(s)\|}}={\frac {T'(s)}{k(s)}}} と与えることもできる。T′ は T に直交し、N に平行である。
これらをまとめると「平面曲線に関するフレネの公式」および曲率は、任意の媒介表示曲線 α(t) に対して
{\displaystyle {\begin{aligned}T(t)&={\frac {\alpha '(t)}{\|\alpha '(t)\|}},\quad N(t)={\frac {i\cdot \alpha '(t)}{\|\alpha '(t)\|}};\\[5pt]k(t)&={\frac {\alpha ''(t)\cdot (i\alpha '(t))}{\|\alpha '(t)\|^{3}}}\end{aligned}}} と与えられる。

## 平面代数曲線
平面代数曲線は、アフィン平面内の曲線で多項式方程式 f(x, y) = 0 によって定義されるもの、または射影平面内の曲線で斉次多項式方程式 F(x, y, z) = 0 で定義されるものを言う。
任意の平面代数曲線は、その定義多項式の次数をその曲線の次数として持つ。代数閉体上で考える場合には、曲線の次数はそれが一般の位置にある直線と交わるときの交点数に等しい。例えば、方程式 x2 + y2 = 1 で与えられる円の次数は 2 である。
次数 2 の非特異平面代数曲線は円錐曲線であり、それらの射影完備化は全て円 x2 + y2 = 1 の射影完備化（つまり x2 + y2 - z2 = 0) の定める射影曲線）に同型である。次数 3 の平面代数曲線は平面三次曲線といい、それが非特異ならば楕円曲線となる。次数 4 の平面代数曲線は平面四次曲線と呼ぶ。